# Havasi gombafű
A havasi gombafű (Androsace alpina) a hangavirágúak (Ericales) rendjébe, ezen belül a kankalinfélék (Primulaceae) családjába tartozó faj. Rózsaszín vagy fehér virágai a rövid virágzási időszak alatt olyan sűrűn borítják a növényt, hogy a leveleket el is takarják; emiatt népszerű a kertészek között.

## Elterjedése
A havasi gombafű az Alpok középső részén található meg, az Északi- és a Déli-Alpokban ritkább.

## Megjelenése
A havasi gombafű alacsony termetű, gyepes vagy lapos párnás növekedésű, évelő növény, hajtásait 2-8 ágú csillagszőrök borítják. 3-6 milliméter hosszú levelei csokrokat alkotnak, lándzsásak, kissé tompa hegyűek, csak a csúcsukon, élükön és fonákjukon szőrösek. A virágok egyesével állnak, alig vagy egyáltalán nem emelkednek ki a levelek közül; kocsányuk 4-8 milliméter. A csésze 2,5-3,5 milliméter hosszú, a közepéig osztott, keskeny lándzsás cimpákkal. A párta 7-9 milliméter széles, kármin, rózsaszínű vagy fehér, sárga torkú, cimpái lekerekítettek, csöve rövidebb a csészecimpáknál.

## Életmódja
A havasi gombafű a havasi öv 4000 méteres magasságáig felhatol. Az egyik legmagasabbra felhatoló virágos növény Európában, talán csak a gleccserboglárka (Ranunculus glacialis) és talán a Saxifraga biflora nő magasabban. Nyirkos, mészben szegény, hosszú ideig hóval borított talajokon, finom törmeléken, ritkábban sziklán él. Gyakori.

## Képek

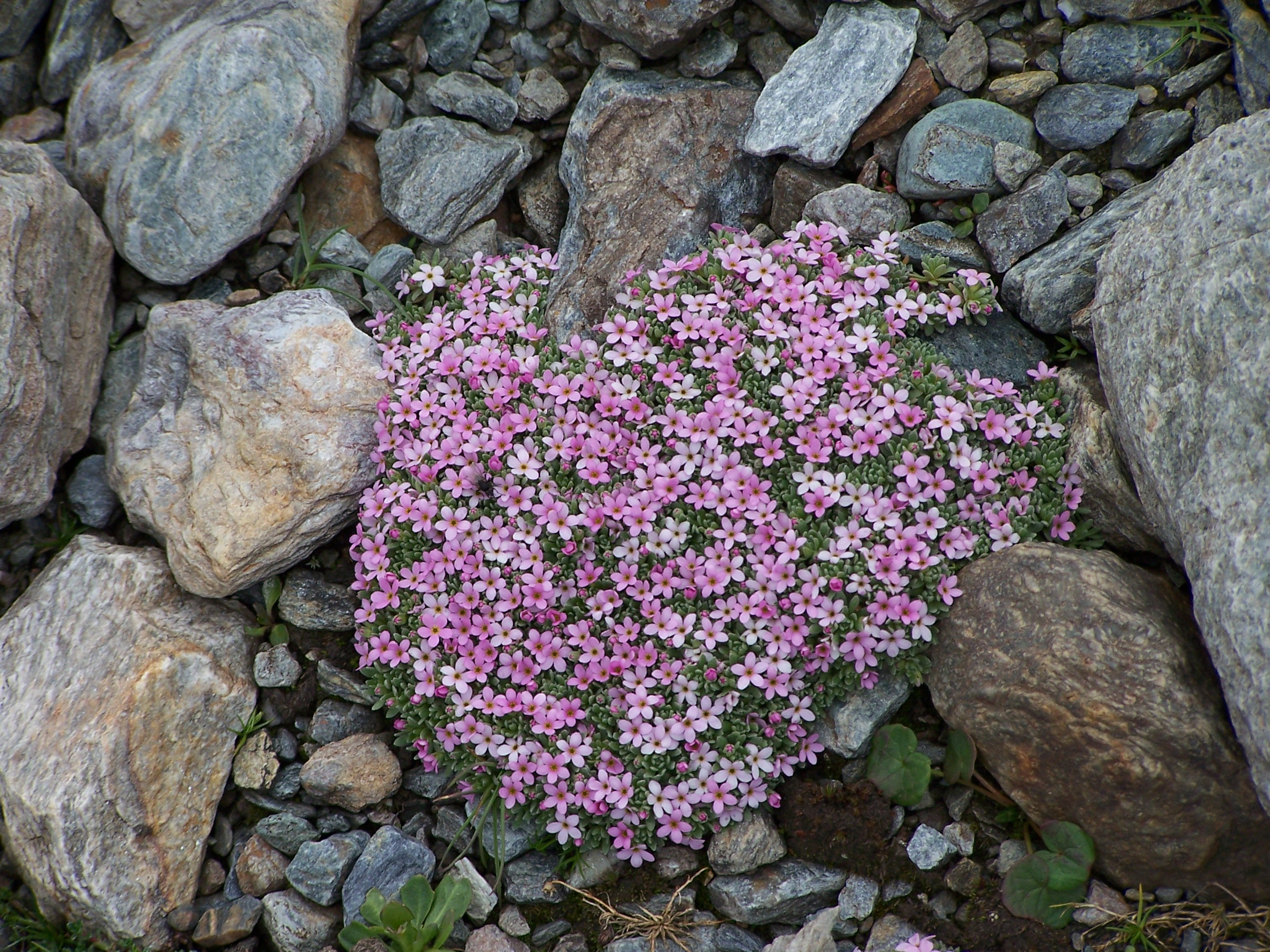
különböző
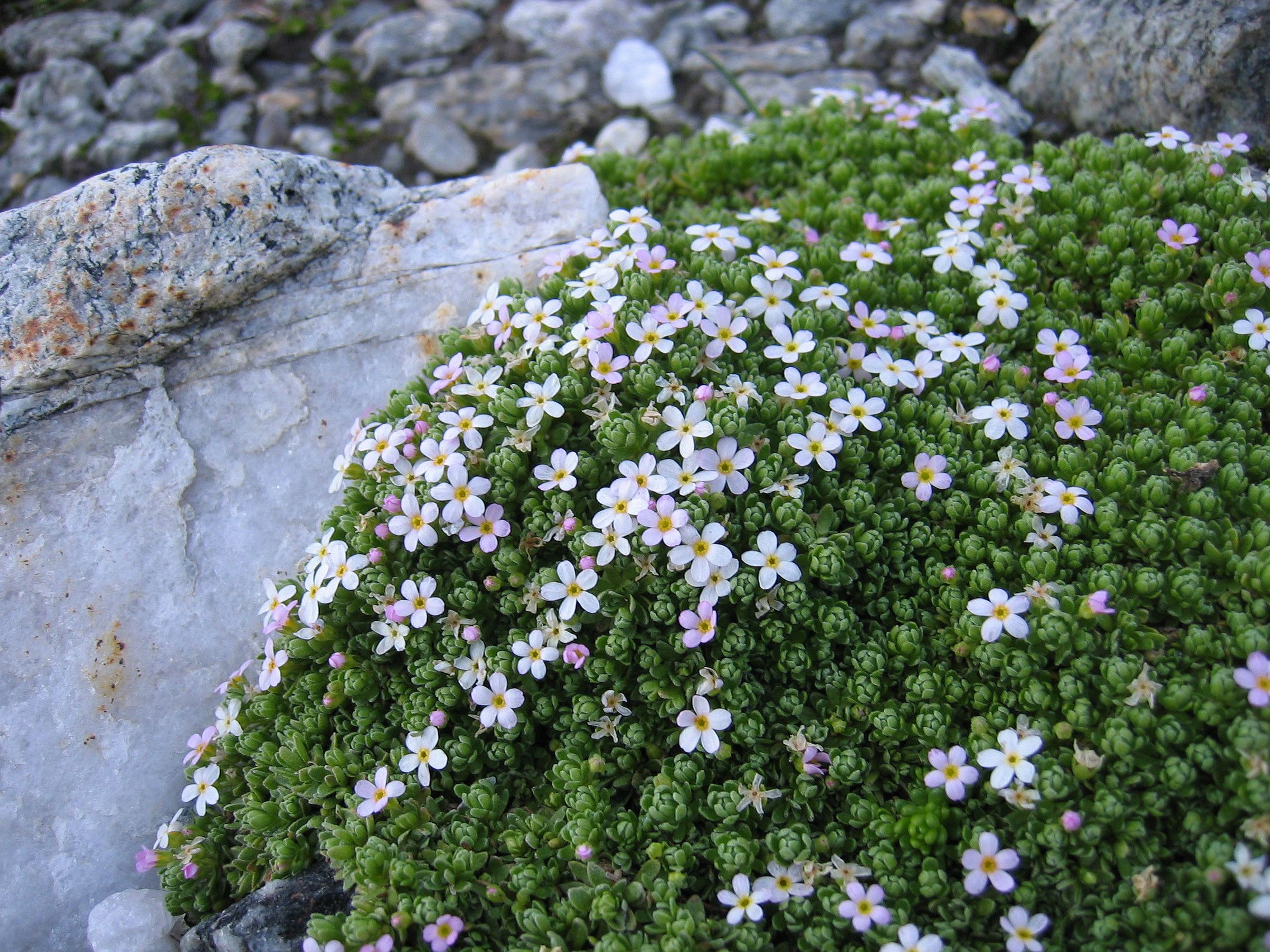
színben nyíló
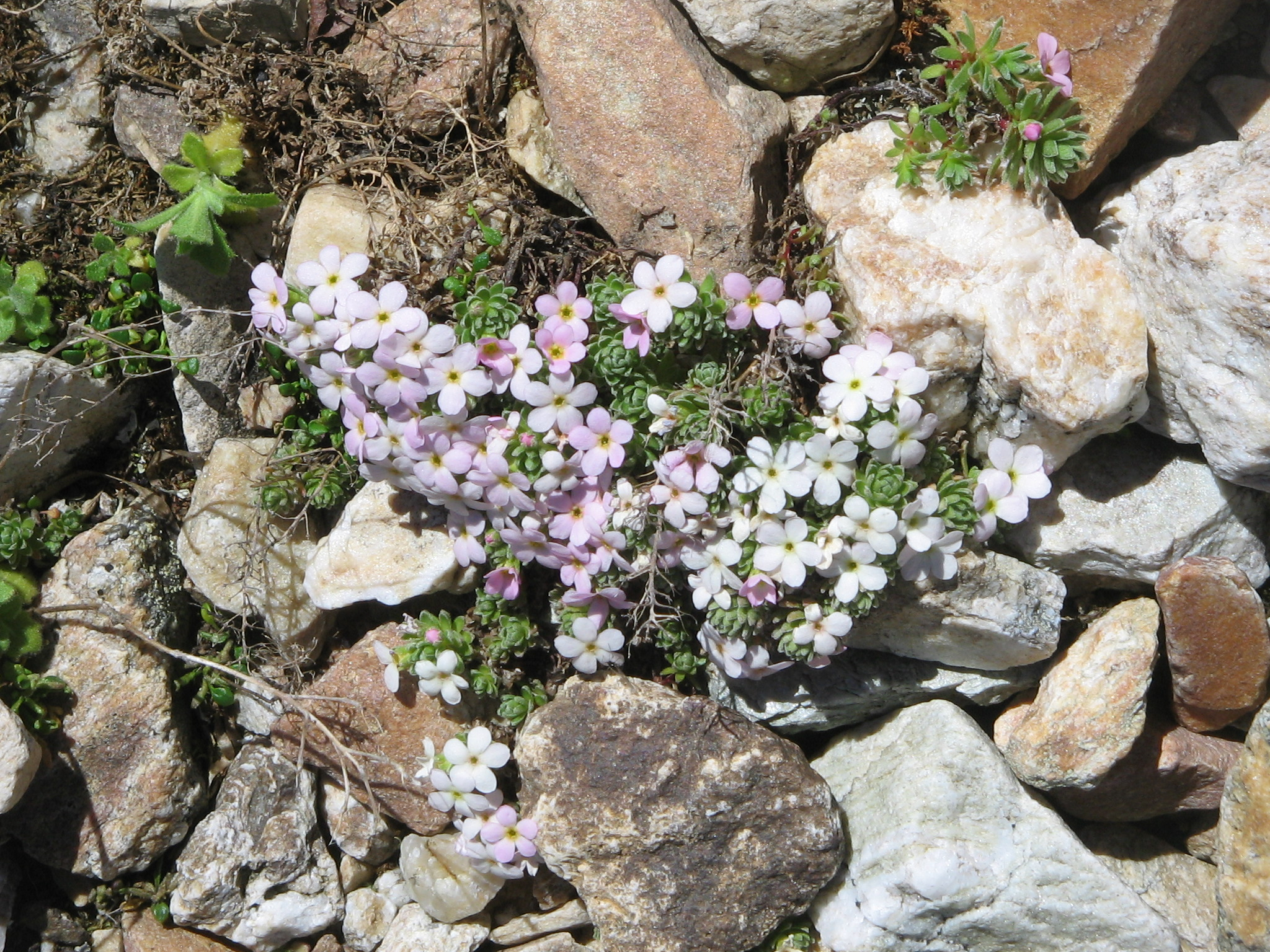
havasi gombafüvek
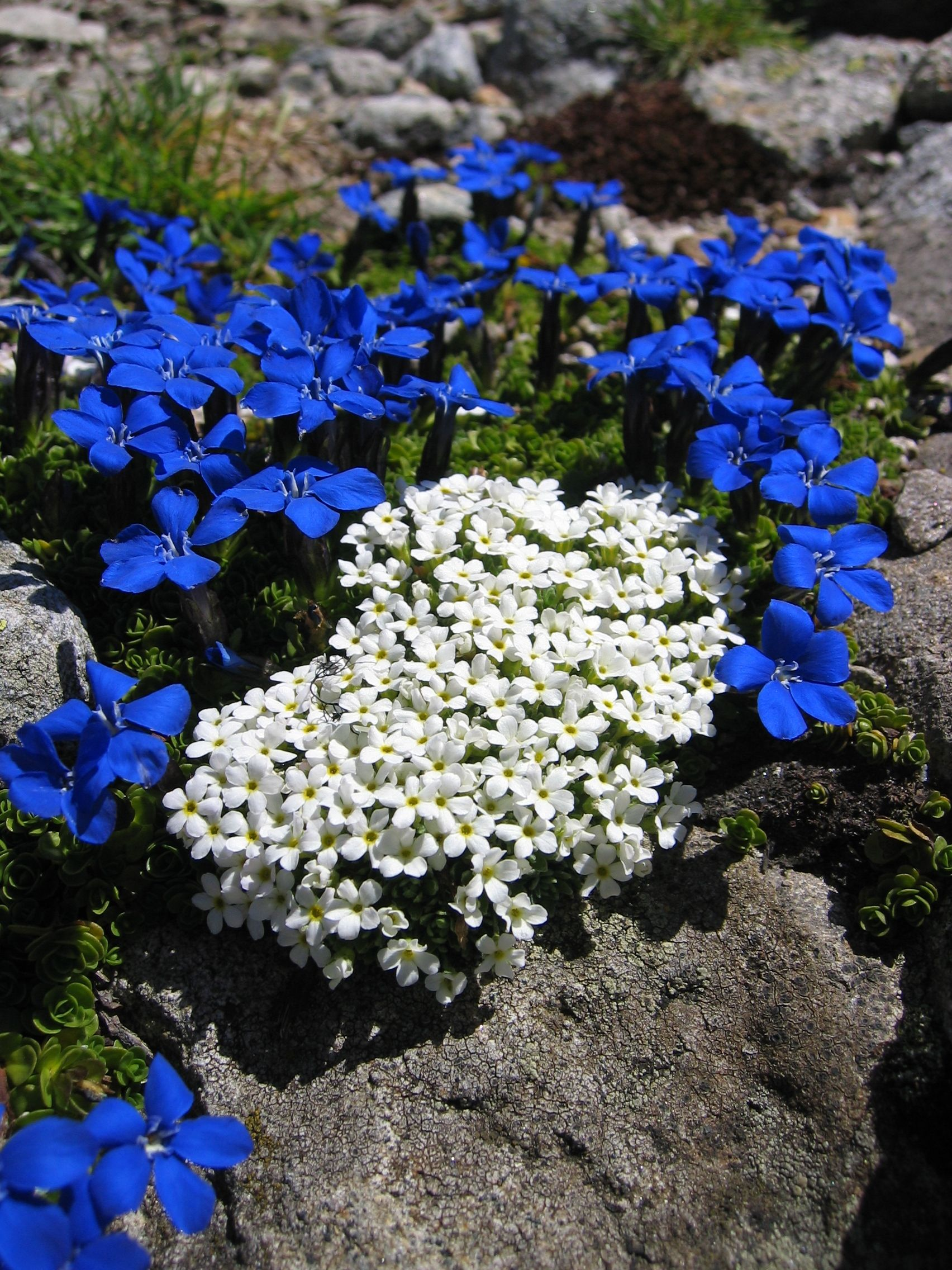
Havasi gombafüvek Gentiana bavarica subsp subacaulis társaságában
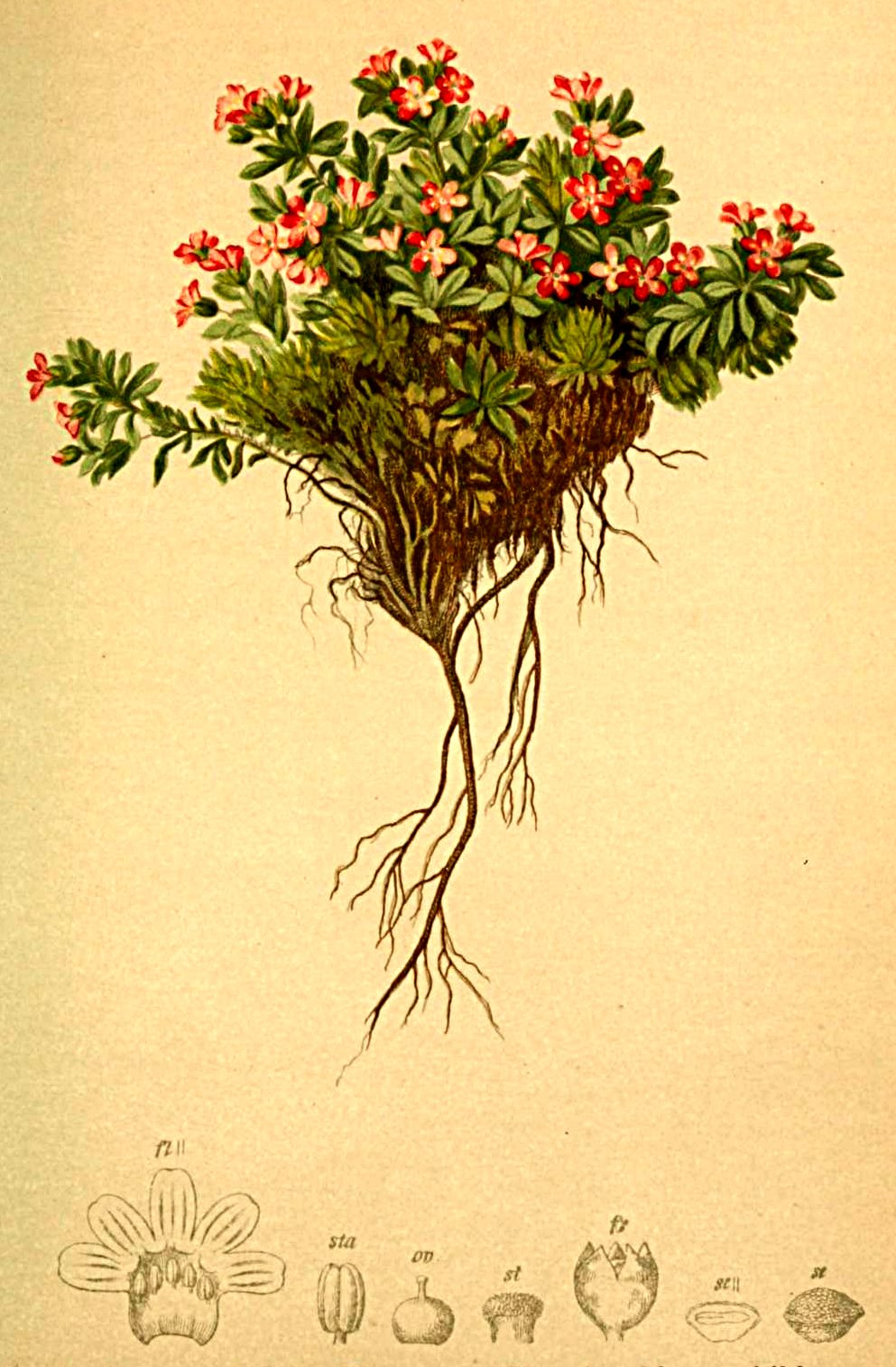
rajz a növényről